# Maxime Laheurte
Maxime Laheurte, född den 20 maj 1985 är en fransk utövare av nordisk kombination. Laheurte har deltagit i Olympiska vinterspelen tre gånger: 2010, 2014 och 2018. Han tog sin första medalj i mästerskapssammanhang i och med guldet med franska laget under VM 2013 vilket följdes upp med ett brons i VM 2015.

### Fotnoter
1. ↑  ”Laheurte Maxime - Biographie”. data.fis-ski.com. FIS. http://data.fis-ski.com/dynamic/athlete-biography.html?sector=NK&competitorid=69283&type=result. Läst 28 februari 2015.